# Grądy (powiat koniński)
Grądy – wieś w Polsce położona w województwie wielkopolskim, w powiecie konińskim, w gminie Sompolno, w sołectwie Nowa Wieś.
W latach 1975–1998 miejscowość należała administracyjnie do województwa konińskiego. Według danych z roku 2009 liczyła 119 mieszkańców, w tym 57 kobiet i 62 mężczyzn.
Mieszkańcy Grądów wyznania katolickiego przynależą do parafii św. Andrzeja Apostoła w Mąkolnie, do parafii Narodzenia Najświętszej Maryi Panny w Racięcicach jak również do parafii św. Jadwigi w Lubstowie.